# 皮莱凯泽拉·穆波科
里波特·皮莱凯泽拉·穆波科（英語：Report Phelekezela Mphoko；1940年6月11日—2024年12月6日），或译费莱凯泽拉·姆福科，是辛巴威的政治家、外交官、商人、前军事指挥官、前津巴布韦第二副总统。

## 外交
之前他曾经担任辛巴威的驻俄罗斯、波札那和南非的大使。

## 副總統與臨時總統
2014 年 12 月 10 日，穆加貝總統最終任命穆波科為副總統，與艾默森·姆南加瓦一起擔任副總統。穆加貝還指派穆波科擔任和平與和解的部長級職務。他於 2014 年 12 月 12 日宣誓就任副總統。
2017年11月21日，軍方針對总统罗伯特·穆加贝的一场政变，國會及執政黨的弹劾令促使穆加貝辞职，穆波科因此代理辛巴威總統直到24日埃默森·姆南加古瓦就任為止。